# Парламентские выборы в Гане (1969)
Парламентские выборы в Гане проходили 29 августа 1969 года и проводились впервые после государственного переворота 1966 года, в результате которого Совет национального освобождения сверг правительство Кваме Нкрума. Они стали первыми относительно свободными выборами в Гане.
На выборах избирались 140 депутатов парламента страны. Прогрессивная партия получила 105 мест парламента, а её лидер Кофи Абрефа Бусиа стал премьер-министром Ганы. Президент страны Эдвард Акуфо-Аддо, игравший в то время лишь представительскую роль, не избирался в ходе всеобщих выборов, а был избран коллегией выборщиков.

## Результаты
| Партия                                 | Голоса    | %    | Мест |
| -------------------------------------- | --------- | ---- | ---- |
| Прогрессивная партия                   | 877 310   | 58,3 | 105  |
| Национальный альянс либералов          | 463 401   | 30,8 | 29   |
| Объединённая националистическая партия | 57 652    | 3,8  | 2    |
| Партия народного действия              | 51 125    | 3,4  | 2    |
| Всенародная республиканская партия     | 27 328    | 1,8  | 1    |
| Независимые                            | 27 216    | 1,8  | 1    |
| Всего                                  | 1 493 371 | 100  | 140  |
| Зарегистрированных избирателей/Явка    | 2 362 665 |      |      |
| Источник: Nohlen et al.                |           |      |      |